# コンスタンチン・ヴァシリウ
コンスタンチン・ヴァシリウ（Constantin Vasiliu、1882年 - 1946年6月1日）は、ルーマニアの軍人。大将。第二次世界大戦時の国家憲兵総監。
第一次世界大戦に従軍。1940年～1944年、国家憲兵総監。1942年、内務省の警察・保安機関問題担当秘書官を兼任。イオン・アントネスク体制の反対派の弾圧を指導し、国家指導者の信任を得た。
アントネスク体制崩壊後、1944年8月に逮捕された。1946年、裁判にかけられ死刑を言い渡された。同年6月1日、イオン・アントネスク、ミハイ・アントネスク、ゲオルゲ・アレクシアヌらとともに処刑。